# Ouderverstotingssyndroom
Het ouderverstotingssyndroom of oudervervreemdingssyndroom, een vertaling van het Engelse Parental Alienation Syndrome, is een niet algemeen erkend syndroom bij kinderen, als wordt vastgesteld dat zij een van hun ouders stelselmatig afwijzen. Het verschijnsel komt vooral voor bij kinderen van gescheiden ouders met aanhoudende onderlinge conflicten, waarbij een kind gaandeweg onder invloed van de ene ouder de andere ouder afwijst of verstoot in diverse gradaties: van vermijden via laster tot regelrechte uitvallen tegen die ouder. Als syndroom is het voor het eerst beschreven door de Amerikaanse psychiater Richard A. Gardner (1931-2003).

## Terminologie
Parental Alienation en Parental Estrangement zijn internationaal gedefinieerde termen. In het Nederlandse taalgebied bestaan er termen zoals ouderverstoting, oudervervreemding, ouderonthechting, ouderafwijzing of ouderweigering. Deze termen leggen (onterecht) het accent op het kind als actor, of zelfs als schuldige. Het Nederlandese expertteam ouderverstoting heeft zelf de term ‘co-ouder afwijzing’ geïntroduceerd, om de nadruk te leggen op de dynamiek in de houding van een ouder naar de andere, die het kind zo ernstig kan beïnvloeden dat het diens identiteit beschadigt. De Raad voorde Kinderbescherming (RvdK) hanteert in zijn memo de term ongegrond of dreigend contactverlies.

## Omschrijving en kenmerken
Gardners volledige omschrijving luidt als volgt:

Het ouderverstotingssyndroom is een afwijking die zich bijna uitsluitend voordoet bij conflicten rond ouderlijk gezag. Primair kenmerk is de lastercampagne die het kind voert tegen een ouder, een campagne waar geen geldige reden voor is. Het is het resultaat van de combinatie van de indoctrinatie door een programmerende (hersenspoelende) ouder en de eigen bijdragen van het kind aan de verkettering van de ouder die het doelwit is. Als er daadwerkelijk sprake is van mishandeling en/of verwaarlozing door een ouder, kan de vijandschap van het kind terecht zijn, waardoor een categorisering onder ouderverstotingssyndroom niet van toepassing is.

Kenmerken van het ouderverstotingssyndroom:
1. regelmatige minachtende uitingen tegen de ouder waar het kind niet (dagelijks) verblijft
2. zwakke of onzinnige redenen voor deze minachting
3. het ontbreken van ambivalente gevoelens (de ene ouder is louter goed, de andere louter slecht)
4. een nageprate ‘geheel eigen mening‘ van het kind
5. reflexmatige steun aan de verzorgende ouder in het ouderconflict
6. afwezigheid van schuldgevoelens over het gedrag en de houding ten opzichte van de afgewezen ouder
7. citeren van onbegrepen woorden
8. uitbreiding van de vijandschap tot de familie van de afgewezen ouder.

In de relatie met pleegouders en adoptieouders worden soms vergelijkbare problemen geconstateerd. Een aantal auteurs hebben er op gewezen dat ook binnen niet opgebroken gezinnen ouderverstoting kan optreden.

## Gradaties en herstel
Gardner onderscheidt drie gradaties die volgens hem elk een specifieke juridische en therapeutische behandeling vereisen. De hoeveelheid en ernst van de optredende kenmerken bepalen de ernst van het syndroom. In milde gevallen vindt nog geregeld, bijna normaal, contact plaats met de afgewezen ouder en kan door goede begeleiding van beide ouders en het kind verdere problematiek worden voorkomen. In matige gevallen is sprake van meer stelselmatige breuken in het contact en dient therapeutisch ingegrepen te worden. Bij weinig perspectief dient dan ook juridisch te worden ingegrepen. In ernstige gevallen is ook juridisch ingrijpen en verandering van gezag of hoofdverblijf onvermijdelijk. Soms kunnen overgangssituaties worden gecreëerd in speciale voorzieningen.
Preventie van ouderverstotingssyndroom dient voorrang te hebben op curatie. Prinsen legt er de nadruk op dat de rechterlijke macht het probleem kan oplossen. Therapie achteraf is volgens Gartner vaak gebaseerd op een misvatting of leidt af van de aanpak van de bron. Hij schreef daarover: "Het onderzoek bevestigt eveneens mijn eerdere waarneming dat traditionele therapie weinig tot geen waarde heeft voor het overgrote deel van de kinderen. In feite maakt die therapie de situatie meestal erger, omdat traditionele therapeuten normaliter juist het tegenovergestelde doen van wat de kinderen nodig hebben."

## Juridisch

### Civiel recht

#### Nederland
In Nederland werd, na eerdere vermeldingen door rechtbanken, in juni 2007 door de arrondissementsrechtbank Maastricht ouderverstoting als argument genoemd voor het opleggen van een ondertoezichtstelling. Daarna volgde ook het Hof Den Bosch en een aantal andere rechterlijke colleges deze lijn met betrekking tot het ouderverstotingssyndroom. In de Bossche zaak werd de moeizame relatie tussen vader en kind door de rechter echter ook beschouwd als reden om het contact aanzienlijk te beperken, aangezien dit het kind te veel zou belasten.

##### Gekwalificeerd als emotionele mishandeling
Een afwijzing van een ouder kan het gevolg zijn van ernstige loyaliteitsproblematiek bij het kind en niet van voorvallen die tussen het kind en die ouder hebben plaatsgevonden. De ontwikkelingsbedreiging als gevolg daarvan is door de rechtbank Noord-Holland gekwalificeerd als emotionele mishandeling.

##### Een vorm van huiselijk geweld en "gatekeeping"
Op 10 januari 2020 heeft het Parket bij de Hoge Raad geconcludeerd:
Bij ouderverstoting (ook wel aangeduid als oudervervreemding en parental alienation) gaat het om de situatie waarin een kind zonder valide redenen een ouder niet meer wil zien. De ouder-kindrelatie is aanvankelijk goed, maar gaandeweg wordt het kind heel onredelijk en is soms zelfs bang voor deze ouder. Deze kinderen lijken te reageren op een complexe en voor hen beangstigende dynamiek binnen de ouderlijke scheiding, wat verergerd kan worden door hun eigen kwetsbaarheid. Ouderverstoting is meest restrictieve vorm van ‘gatekeeping’. (Gatekeeping verwijst naar de houding en het gedrag van een ouder die er op gericht zijn de kwaliteit van de relatie van de andere ouder met het kind te beïnvloeden.) Vanuit de wetenschap bestaat er kritiek op de theorie over de ouderverstoting, maar uit twee recente reviews blijkt dat 1) er veel overeenstemming bestaat tussen kinderen, ouders en professionals over de gedragingen van ‘vervreemdende’ ouders, en 2) het gedrag van een ouder dat leidt tot “oudervervreemding” kan worden beschouwd als een vorm van huiselijk geweld. De onderzoekers van het WODC rapport pleiten dan ook voor meer onderzoek naar situaties waarin kinderen contact weigeren met een ouder.

#### Spanje
In juni 2007 plaatste een Spaanse rechter een kind voor een half jaar exclusief bij de vader omdat de moeder ouderverstoting programmeerde. Tevens werd hierbij een strafvervolging van de moeder geïnitieerd.

#### Verenigde Staten
Vooral in de Verenigde Staten wordt het begrip door veel rechtbanken erkend, maar is het ook bij veel rechtbanken omstreden. Gardner stelt voor om in ernstige gevallen van ouderverstoting het eenhoofdige gezag over het kind in het belang van dat kind toe te wijzen aan de verstoten ouder. Het gaat dan om gevallen waar niets anders mogelijk is.

### Strafrecht

#### Brazilië
In Brazilië is het veroorzaken van ouderverstotingssyndroom uitdrukkelijk strafbaar gesteld (er kan een boete worden opgelegd) en wordt bij wet serieus genomen in civiele procedures.

#### Mexico
In het voormalige Federale District van Mexico, een gebied dat officieel overeenkomt met Mexico-Stad, verbood artikel 323 Septimus van het Burgerlijk Wetboek de relatie van de minderjarige met een van de ouders te verhinderen, te belemmeren of te verstoren. Indien een rechter vaststelde dat dergelijke handelingen hadden plaatsgevonden en van lichte of matige aard waren en dat de voor de vervreemding verantwoordelijke persoon de vader was, dan moest de rechter het gezag overdragen aan de andere ouder. Als de rechtbank oordeelde dat de mate van ouderlijke vervreemding die aan de vader kan worden toegeschreven ernstig was, moest alle contact met de vader van het kind worden opgeschort en moest het kind hulp worden geboden. Deze bepaling werd in 2007 door de wetgevende vergadering van Mexico-stad ingetrokken en na de herinvoering opnieuw in 2017.

## Sociologisch
Gardner beschouwde het op tegenstellingen gebaseerde rechtssysteem (niet gericht op het creëren van gezamenlijkheid, maar elkaar bestrijdend) als een van de oorzaken van het ontstaan van ouderverstotingssyndroom. Ook het feit dat moeders er niet meer op konden rekenen "automatisch" het gezag toegewezen te krijgen zag hij als een basis voor conflicten.
Hubert Van Gijseghem heeft een aantal historisch-sociologische ontwikkelingen beschreven die volgens hem onder andere ten grondslag lagen aan het optreden van dit syndroom.
Over de prevalentie van het syndroom is weinig bekend. Wel zijn er veel schattingen gemaakt op basis van sociologisch onderzoek naar problemen van kinderen na conflictueuze scheidingen. Een percentage van 20-30% van de kinderen uit problematische scheidingen wordt vaak genoemd. In Nederland is enig onderzoek gedaan door Ed Spruijt en Esma Kaplan. Hun onderzoeksbasis was echter zeer beperkt, gebaseerd op afwijkende definities en ze kwamen tot tegenovergestelde uitkomsten.

## Status van het concept, kritiek
Het ouderverstotingssyndroom is niet opgenomen in DSM-5, de internationale classificatie van psychische stoornissen.
Vooral de Amerikaanse vrouwenbeweging heeft krachtig stelling genomen: erkenning van het syndroom zou ertoe leiden dat kindermishandelaars zich achter de diagnose ervan kunnen verschuilen. In reactie op de suggestie dat het syndroom slechts een vaderaangelegenheid betrof heeft Gardner herhaalde malen benadrukt dat ook vrouwen slachtoffer zijn van dit fenomeen.
Er is wel een vrij brede overeenstemming over het bestaan van het “verschijnsel” van buitenproportionele verwijdering tussen ouder en kind op irreële gronden, maar het krijgt niet de formele status van een apart syndroom. De voornaamste discussie speelt zich af over de precieze benamingen, indicaties en diagnostische criteria. Om die reden heeft een internationale groep wetenschappers onder leiding van William Bernet het ouderverstotingssyndroom onder de naam Parental Alienation Disorder (PAD) in een afwijkende variant voorgedragen voor expliciete opname in de DSM-5, voorlopig zonder succes. Wel is in de DSM-5 een nieuw lemma opgenomen: Child Affected by Parental Relationship Distress (CAPRD). Volgens William Bernet en anderen valt hier ook Parental Alienation onder.
Dr. Craig Childress heeft het fenomeen nu wetenschappelijk onderbouwd en verwijst er naar als Attachment Based "Parental Alienation".

## Nederland
In Nederland is tot nu toe in beperkte mate over dit syndroom geschreven. In 1999 sprak Gardner in Nederland een congres toe, georganiseerd door het ministerie van Justitie, het Platform SCJF (samenwerkende cliëntenorganisaties in jeugdzorg en familierecht) en de stichting SKO (Stichting Kind en Omgangsrecht).
Gardner deed destijds tegenover De Telegraaf onder andere een van zijn meer omstreden uitspraken:
"Een kind dat wordt ingezet als wapen bij een scheiding, wordt eigenlijk ernstiger beschadigd dan een leeftijdgenootje dat het slachtoffer is van seksueel misbruik. Wie mishandeld of misbruikt wordt, kan aangifte doen. De dader wordt bestraft, de ellende houdt op. Sommige kinderen komen over dat trauma heen. Maar jongens en meisjes die door de ene ouder volgepropt worden met negatieve informatie over de andere ouder, hebben levenslang. Die worden gedwongen zogenaamd vrijwillig zonder papa of mama op te groeien en moeten leren leven met leugens die hun zijn opgedrongen."
Het syndroom was daarna onderwerp van een boek dat het Platform SCJF heeft uitgegeven. De Raad voor de Kinderbescherming liet het syndroom aan een literatuuronderzoek onderwerpen door de Utrechtse wetenschapper Ed Spruijt. In de media heeft vooral prof. G.P. Hoefnagels het syndroom herhaalde malen onder de aandacht gebracht.
In het Nederlandse taalgebied zijn verschillende conferenties aan dit thema gewijd.

## België
In België werden verschillende conferenties aan het fenomeen ouderverstoting gewijd, bijvoorbeeld in het Belgische Parlement. Professor Hubert van Gijseghem is een prominent pleitbezorger voor erkenning van het syndroom.
De Belgische volksvertegenwoordiger Guy Swennen stelde in februari 2008 voor om loyaliteitsmisbruik, leidende tot ouderverstoting, strafbaar te stellen. Het wetsvoorstel voorziet in strafrechtelijke sancties, niet enkel voor de ouder die het omgangsrecht weigert maar ook voor iedereen die hieraan meewerkt. Ouders die hun kind onttrekken aan het hoederecht of omgangsrecht van de andere ouder, dan wel aan de toezichtmaatregelen van justitie, riskeren volgens het voorstel een gevangenisstraf van 8 dagen tot 1 jaar en een geldboete van 26 tot 1.000 euro, hetzij een werkstraf van 46 tot 300 uur en een geldboete van 26 tot 1.000 euro of een van die straffen. Het hulp verschaffen bij het plegen van dit misdrijf kan als medeplichtigheid gestraft worden. Bijvoorbeeld instellingen of opvoeders die weigeren het kind mee te geven aan een omgangsgerechtigde ouder, of grootouders die hun kinderen aanzetten het kleinkind niet mee te geven aan de andere partner.